# تجمعات مرتون (المهرة)

تعديل مصدري - تعديل

تجمعات مرتون هو "تجمع بدوي" في عزلة جاذب بمديرية حوف التابعة لمحافظة المهرة، بلغ تعداد سكانها 38 نسمة حسب تعداد اليمن لعام 2004.